# Ивановщина (Житомирская область)
Ивановщина (укр. Іванівщина) — село на Украине, основано в 1920 году, находится в Романовском районе Житомирской области.
Население по переписи 2001 года составляет 46 человек. Почтовый индекс — 13023. Телефонный код — 4146. Занимает площадь 0,03 км².

## Адрес местного совета
13023, Житомирская область, Романовский р-н, с.Ягодинка, ул.Центральная